# أرون أ. سارجنت
أرون أ. سارجنت (بالإنجليزية: Aaron A. Sargent) (و. 1827 – 1887 م) هو سياسي، ومحامي، ودبلوماسي، وصحفي، وناشط حق المرأة بالتصويت ‏ أمريكي، كان عضوًا في الحزب الجمهوري، توفي في سان فرانسيسكو، عن عمر يناهز 60 عاماً.

## مناصب
تولى منصب عضو مجلس الشيوخ الأمريكي ‏ (4 مارس 1873–4 مارس 1879)
- عضو مجلس ولاية كاليفورنيا  [لغات أخرى]‏
- عضو مجلس النواب الأمريكي
- سفير

.